# Torneio Internacional de Santiago
O Torneio Internacional de Santiago ou "Torneio Internacional do Chile" foi uma competição de futebol disputado por clubes de vários países na cidade de Santiago, no Chile. Ao todo, foram realizadas treze edições do torneio, entre 1951 e 1977.
O Santos foi o clube que mais conquistou o torneio, 4 vezes.

## Lista de Campeões
| Ano  | Campeão              | Vice Campeão         |
| ---- | -------------------- | -------------------- |
| 1951 | Nacional             | Santiago Morning     |
| 1953 | Vasco da Gama        | Millonarios          |
| 1962 | Estrela Vermelha     | Botafogo             |
| 1963 | Vasco da Gama        | Universidad de Chile |
| 1964 | Universidad de Chile | Flamengo             |
| 1964 | Independiente        | Palmeiras            |
| 1965 | Santos               | River Plate          |
| 1966 | México               | Sheffield United     |
| 1967 | Vasas SC             | Santos               |
| 1968 | Santos               | Alemanha Oriental(1) |
| 1969 | Colo-Colo            | Dínamo de Moscou     |
| 1970 | Santos               | Colo-Colo            |
| 1977 | Santos               | Everton              |

(1):A Seleção Alemã Oriental de Futebol representava a Alemanha Oriental nas competições de futebol da FIFA e do COI.